# Баден-Баден
Баден-Баден (на немски: Baden-Baden) е град в провинция Баден-Вюртемберг, Германия. Намира се в подножието на Шварцвалд, на бреговете на река Оос, в региона Карлсруе. Баден-Баден е известен балнеоложки курорт.

## История
Произходът на града е римски и основаването му се приписва на император Адриан. Наречен е на името на Аурелия Аквентис, в чест на Александър Север. Фрагменти от античните статуи все още могат да се видят в града, а през 1847 са открити останките на римски бани, които са добре съхранени. Обявен за град през 1250 г.
Опожарен от френските войски на 24 август 1689 г. през Деветгодишната война.
Градът е наричан Баден (без повторението) от Средновековието до 1931 г., когато получава официално двойното име като кратка форма на израза „Баден в Баден“, тоест град Баден в провинция Баден.
Известен курорт с прочуто казино.

## Известни личности
Родени в Баден-Баден
- Юрген Фукс (р. 1957), физик

Починали в Баден-Баден
- Пиер Булез (1925 – 2016), френски композитор